# أرنولد توينبي
أرنولد جوزف تُويِنْبِي (بالإنجليزية: Arnold J. Toynbee) مؤرخ بريطاني ولد في 14 أبريل 1889 في لندن وتوفي في 22 أكتوبر 1975. أهم أعماله موسوعة دراسة للتاريخ، وهو من أشهر المؤرخين في القرن العشرين.

## حياته
وُلِدَ أرنولد تُوينبي في لندن، في عام 1889، ودرَسَ اليونانية واللاتينية في أكسفورد، وتقلَّب في عدَّة مناصب، منها: أستاذ الدراسات اليونانيَّة والبيزنطيَّة في جامعة لندن، ومدير دائرة الدراسات في وزارة الخارجية البريطانية؛ وتُوفِّيَ في عام 1975.
يُعتبرُ تُوينبي أحدثَ وأهمَّ مُؤرِّخ بحَثَ في مَسألة الحضارات بشكلٍ مُفصَّلٍ وشامِل، ولاسيَّما في موسوعته التاريخيَّة المُعنونَة “دراسة للتاريخ” التي تـتألَف من اثـني عشرَ مُجلَّدًا أنفق في تأليفها واحدًا وأربعين عامًا. وهو يَرى، خِلافًا لمُعظم المؤرِّخين الذين يعتبرون الأُمَم أو الدُول القوميَّة مَجالاً لدراسة التاريخ، أنَّ المُجتمعات (أو الحضارات) الأكثر اتِّساعًا زمانًا ومكانًا هي المجالات المعقولة للدراسة التاريخيَّة. وهو يُفرِّقُ بين المُجتمعات البِدائيَّة والحَضاريَّة؛ وهذه الأَخيرة أقلُّ عددًا من الأُولى، فهي تبلغُ واحدًا وعشرين مُجتمعًا اندثَرَ مُعظمُها، ولم يبقَ غيرُ سبع حضارات تمرُّ ستٌّ منها بدَور الانحلال، وهي: الحضارة الأُرثوذكسية المسيحية البيزنطية، والأُرثوذكسية الروسية، والإسلامية، والهندوكية، والصينية، والكورية-اليابانية؛ أمَّا السابعة، أي الحضارة الغربية، فلا يُعَرف مصيرُها حتَّى الآن.

## تفسير التاريخ
ويُفسِّرُ تُوينبي نشوءَ الحضارات الأُولى، أو كما يُسمِّيها الحضارات المُنقطعة، من خلال نظريَّته الشهيرة الخاصَّة بـ«التحدِّي والاستجابة»، التي يعترفُ بأنَّه استلهمَها من عِلم النَفس السلوكيّ، وعلى وَجه الخصوص من كارل يونغ Carl Jung (1875–1961). ويقول هذا العالم إنَّ الفَرد الذي يتعرَّضُ لصدمةٍ قد يفقدُ توازُنَه لفترةٍ ما، ثمَّ قد يستجيبُ لها بنوعَين من الاستجابة: الأُولى النكوص إلى الماضي لاستعادته والتمسُّك به تعويضًا عن واقعه المُرّ، فيُصبح انطوائيًّا؛ والثانية، تقبُّل هذه الصدمة والاعتراف بها ثمَّ مُحاولة التغلُّب عليها، فيكون في هذه الحالة انبساطيًّا. فالحالة الأولى تُعتَبرُ استجابةً سلبيَّة، والثانية إيجابيَّة بالنسبة لعلم النفس.
كيف طبَّق تُوينبي هذه النظريَّة على نشوء الحضارات؟ يقول في تفسير ذلك إنَّ المجتمعات البدائيَّة لدى مُواجهتها تحدِّياتٍ بيئيَّة أو بشريَّة مُعيَّنة تستجيبُ استجاباتٍ مُختلفة، أي إنَّها تُواجه ذلك الحافزَ برُدودِ فِعلٍ تختلفُ من جماعةٍ إلى أُخرى، بعضها سلبيَّة وبعضها إيجابيَّة.
وعلى هذا المِنوال يُفسِّر ظهورَ الحضارات الأصليَّة الأُولى في كلٍّ من وادي الرافدين ووادي النيل، فيقول: كان السهل الأفروآسيويّ (أي جنوب شبه الجزيرة العربيَّة وشمال إفريقيا) يتمتَّع بجوٍّ مُعتدل ومَراعٍ شاسعة ومياهٍ غزيرة، خلال نهاية الفترة الجليديَّة الأخيرة، كما ذكرنا سابقا. وكانت الشراذمُ البشريَّة المُنتشرة فيه تعيشُ عيشةً راضية على الصَّيد والقَنص وجمع الثمار والبذور. ولكن حدثَ تغيُّرٌ مناخيّ تدريجيّ في الفترة المُعتدلة أو الدفيئة الأخيرة التي نعيشها الآن، الأمر الذي سبَّب انحباسَ الأمطار وانتشارَ التصحُّر وجفافَ الأنهر. (كما يحدث الآن وبشكلٍ مُستمرّ في بعض أجزاء إفريقيا الوُسطى حيث تمتدُّ الصحراء الكُبرى وتتَّسعُ باستمرار).
وهذا هو نَمطُ التحدِّي الذي واجهَته تلك المجتمعات، فاستجابت له بأساليبَ مُختلفة: إذْ تحوَّل بعضُها إلى قبائلَ رُحَّل تسعى وراءَ الكلإ والماء، وترعى أنعامَها التي تقتاتُ عليها. وانحدر الجزءُ الثاني إلى الجنوب نحو المناطق الاستوائيَّة المُشابهة للبيئة السابقة إلى حدٍّ بعيد، فظلَّ مُحافِظًا على نَمطِ مَعيشته البدائيَّة السابقة إلى يومنا هذا. ورحَل قسمٌ ثالث إلى دِلتا النيل، حيثُ وَاجه أحوالاً طوبوغرافيَّة جديدة تتمثَّلُ بوجود هذا النهر العظيم وتلك البيئة المُختلفة، فكافح عوائقها وسخَّرها لأغراضه، بعد أن اكتشف الزراعة، الأمر الذي أدَّى إلى إنشاء الحضارة المصريَّة الرائعة. كما إنَّ انتقالَ بعض الجماعات من شبه الجزيرة العربية إلى أهوار جنوب العراق والفرات الأسفل تمخَّض عن انبثاق حضارات ما بين النهرين، كما أسلفنا. وبعبارةٍ أُخرى فإنَّ هذه الجماعات قد استجابت إلى التحدِّي الطبيعيِّ بأساليبَ مُختلفة: منها بالبقاء في أرضها وتحوُّلها إلى قبائل بدويَّة، أي كانت استجابتُها سلبيَّة، ومنها بالرحيل إلى مناطقَ جديدة مُختلفة قريبة من الأنهار، حيث أسَّست تلك الحضارات الأُولى، أي كانت استجابتُها ديناميكيَّة حضاريَّة، تعتمد على الحركة أو الهجرة، ثم التغيير والتطوير والإبداع.
أمَّا فيما يتعلَّق بنُموِّ الحضارة، فيُعيدها تُوينبي إلى الدافع الحيوي Elan Vital، وهي الطاقة الكامنة لدى الفَرد والمُجتمع التي تنطلق بغرض التحقيق الذاتيّ. ويعني ذلك كما يقول: “أنَّ الشخصيَّة النامية أو الحضارة تسعى إلى أن تصيرَ هي نفسُها بيئةَ نفسها، وتحدِّيًا لنفسها، ومجالَ عمل لنفسها. وبعبارةٍ أُخرى إنَّ مقياس النموّ هو التقدُّم في سبيل التحقيق الذاتيّ.” ويكون ذلك “عن طريق المُبدِعين من الأفراد، أو بواسطة الفئة القليلة من هؤلاء القادة المُلهَمين”، إذ تستجيبُ لهم الأكثريَّةُ عن طريق المُحاكاة الآليَّة mimesis التي تُمثِّلُ الطريقةَ الغالبة في عمليَّة الانقياد الاجتماعيّ. وتـقود هذه المُحاكاةُ في الجماعة البدائيَّة إلى حركةٍ سلفية تـنزعُ إلى مُحاكاةِ القُدَماء، بينما هي في المُجتمعات الحضاريَّة النامية حركةٌ تقدُّميَّة تُؤدِّي إلى مُحاكاة الطليعة الخلاَّقة.

## كتابدراسة للتاريخ
وعلى صعيد سقوط الحضارات يرى تُوينبي أنَّه يعودُ إلى ثلاثة أسباب:
1. – ضعف القوَّة الخلاَّقة في الأقلِّـيَّة المُوجِّهة وانقلابها إلى سلطةٍ تعسفية؛
2. – تخلِّي الأكثريَّة عن مُوالاة الأقلِّـيَّة الجديدة المُسيطرة وكفِّها عن مُحاكاتها؛
3. – الانشقاق وضياع الوحدة في كيان المُجتمع.

ما سبقَ كان لمحةً مُختصرة جدًّا عن تفسير تُوينبي لنشوء الحضارة وسقوطها، وللكتاب ترجمتان. الأولى بقلم طه باقر عالم الآثار العراقي في مجلدين، والثانية بقلم فؤاد محمد شبل عالم الآثار المصري في أربع مجلدات.

## إنتاجه المعرب
- الحضارة في الميزان، ترجمة: أمين محمود الشريف، مراجعة: محمد بدران، دار إحياء الكتب العربية، 1368هـ/1948م.
- الإسلام والغرب والمستقبل، ترجمة: نبيل صبحي، دار العربية، بيروت، الطبعة الأولى، 1389هـ/1969م.
- محاضرات آرنولد توينبي ألقاها أثناء زيارته للقاهرة في ديسمبر عام 1961م، طبعت هذه المحاضرات للمرة الثانية في الدار القومية بالقاهرة.
- الحضارة في التاريخ، ترجمة: أحمد عصام الدين، مطابع الدار القومية، القاهرة، 1381هـ/1961م.
- مقال خطي بقلم آرنولد توينبي، جامعة الدول العربية، القاهرة، 1374هـ/1954م.
- آرنولد توينبي، ترجمة: محمد عبد الله الشفقي، الدار القومية، القاهرة، 1384هـ/1964م.
- العالم والغرب، ترجمة: نجدة هاجر؛ سعيد الغز، المكتب التجاري للطباعة والنشر، بيروت، الطبعة الأولى، 1380هـ/1960م.

## وصلات خارجية
- أرنولد توينبي على موقع الموسوعة البريطانية (الإنجليزية)
- أرنولد توينبي على موقع مونزينجر (الألمانية)
- أرنولد توينبي على موقع إن إن دي بي (الإنجليزية)
- أرنولد توينبي على موقع ديسكوغز (الإنجليزية)